# Буйон
Буйо̀н (на френски: Bouillon) е град в Южна Белгия, провинция Люксембург. Намира се на 70 km югоизточно от Шарлероа, на границата с Франция. Населението му е около 5500 души (2006).

## История
През Средновековието Буйон е феодално владение в границите на херцогство Долна Лотарингия, което е основният център, наред с Вердюнското графство, на Арденско-буйонската династия през 10-11 век. През 11 век нейните представители са сред най-влиятелните феодали в региона и дълго време притежават херцогската титла. По това време градът е най-големият в техните владения и там херцозите секат своите монети.
Най-известният представител на династията е Годфроа дьо Буйон (1060-1100), който залага имението пред Лиежкото епископство, за да се включи в Първия кръстоносен поход. Той загива по време на похода и не успява да го откупи, след което епископите започват да използват и титлата херцози на Буйон.
През 1678 година Буйон е завладян от французите, които създават около града полунезависимо херцогство. То просъществува до 1795 година, когато е анексирано от Франция. След Виенския конгрес през 1815 година Буйон влиза в границите на Обединено кралство Нидерландия, а след отделянето на Белгия през 1830 година става част от нейната територия.